# J.League Eleven Beat 1997
J.League Eleven Beat 1997 (Jリーグサッカーイレブンビート1997) est un jeu vidéo de football sorti en 1997 sur Nintendo 64 uniquement au Japon. Le jeu a été développé et édité par Hudson Soft.
Le jeu n'intègre pas de joueurs officiels de la J.League et se distingue par son graphisme « cartoon ».